# Théo de Ramecourt
Théo de Ramecourt es un deportista francés que compitió en vela en la clase Formula Kite. Ganó una medalla de oro en el Campeonato Mundial de Formula Kite de 2021 y una medalla de bronce en el Campeonato Europeo de Formula Kite de 2019.

## Palmarés internacional
| \| Campeonato Mundial \| Campeonato Mundial \| Campeonato Mundial \| Campeonato Mundial \| \| Año \| Lugar \| Medalla \| Clase \| \| ------------------ \| -------------------- \| ------------------ \| ------------------ \| \| 2021 \| Torregrande (Italia) \| Medalla de oro \| Formula Kite \| \| Campeonato Europeo \| \| \| \| \| Año \| Lugar \| Medalla \| Clase \| \| 2019 \| Torregrande (Italia) \| Medalla de bronce \| Formula Kite \| |                      |                   |              |
| Campeonato Mundial |                      |                   |              |
| Año | Lugar                | Medalla           | Clase        |
| 2021 | Torregrande (Italia) | Medalla de oro    | Formula Kite |
| Campeonato Europeo |                      |                   |              |
| Año | Lugar                | Medalla           | Clase        |
| 2019 | Torregrande (Italia) | Medalla de bronce | Formula Kite |